# Bruce Poliquin

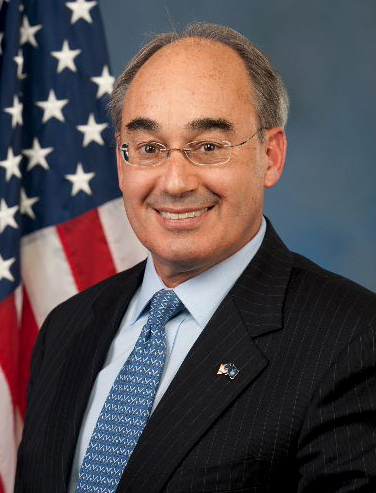
Bruce Poliquin (2015)

Bruce Lee Poliquin (* 1. November 1953 in Waterville, Maine) ist ein US-amerikanischer Politiker der Republikanischen Partei. Von 2015 bis 2019 vertrat er den 2. Kongresswahlbezirk Maines im Repräsentantenhaus der Vereinigten Staaten.

## Werdegang
Bruce Poliquin absolvierte die Phillips Exeter Academy in New Hampshire und studierte danach bis 1976 an der Harvard University. Anschließend betätigte er sich als privater Geschäftsmann.
Im Jahr 2010 bewarb sich Poliquin erfolglos um die Nominierung für die Wahl zum Gouverneur Maines. Zwischen 2010 und 2012 war er als State Treasurer Finanzminister seines Staates. 2012 scheiterte seine erste Kandidatur für den Kongress.
Bei der Wahl 2014 wurde Poliquin im zweiten Kongresswahlbezirk Maines in das US-Repräsentantenhaus in Washington, D.C. gewählt, wo er am 3. Januar 2015 die Nachfolge von Mike Michaud antrat, der sich erfolglos um das Amt des Gouverneurs bewarb. Er siegte mit 47 zu 42 Prozent der Stimmen gegen die demokratische Staatssenatorin Emily Cain, wobei ein Anteil von elf Prozent auf den unabhängigen Bewerber Blaine Richardson entfiel. 2016 wurde er bestätigt.
Bei der Wahl 2018 unterlag er seinem demokratischen Gegenkandidaten Jared Golden. Poliquin hatte zunächst nach den Erstpräferenzen bei der Wahl mit 2000 Stimmen Vorsprung vor Golden geführt, da aber kein Bewerber die absolute Mehrheit von 50 Prozent der Stimmen erreicht hatte, war erstmals in den Vereinigten Staaten das Instant-Runoff-Voting durchgeführt worden: Die Wähler hatten auf den Wahlzetteln ihre zweite Präferenz vermerkt, die einen Vorsprung Goldens von 50,5 zu 49,5 Prozent der Stimmen ergab. Poliquin klagte gegen die Auswertung der Zweitpräferenzen; dieses Wahlsystem verstoße gegen die Verfassung. Am 13. Dezember 2018 wies Bundesrichter Lance Walker die Klage endgültig ab, sodass Poliquin mit dem Ende des 115. Kongresses am 3. Januar 2019 ausschied.